# Nomada (insecto)
Con más de 850 especies, el género Nomada es uno de los géneros más numerosos de abejas de la familia Apidae. Existen en todo el mundo. Son parásitos de puesta o abejas cuco que usan diferentes tipos de abejas como anfitrionas, principalmente las del género Andrena pero también incluyen Agapostemon, Melitta, Eucera y Exomalopsis.

## Descripción
A menudo tienen un aspecto de avispa debido a su carencia de pelos, ya que no coleccionan polen. Tienen colores rojo, negro y amarillo prevalecientes. La mayoría son pequeñas o medianas de tamaño. Las hembras tienen mechones de pelos o setas en el extremo del abdomen y los machos suelen tener una placa pigidial, a menudo con dientes.

## Biología
La mayoría vuelan en la primavera, pero también algunas lo hacen en el verano y otoño. Los adultos de ambos sexos visitan flores para alimentarse de néctar. Los machos imitan el olor de la abeja hospedera para atraer a las hembras de su especie y esperan en las cercanías de esos nidos para aparearse con ellas.

## Taxonomía
La separación de este género (el único género en la tribu Nomadini) de otros miembros de la subfamilia Nomadinae puede ser difícil; detalles de la venación de las alas, y la naturaleza de la mancha de setas plateadas en la punta del metasoma femenino son las mejores características distintivas.

## Especies
- Nomada abnormis Ducke, 1912
- Nomada abtana Tsuneki, 1973
- Nomada abyssinica Meade-Waldo, 1913
- Nomada accentifera Pérez, 1895
- Nomada accepta Cresson, 1878
- Nomada acutilabris Schwarz, 1990
- Nomada adducta Cresson, 1878
- Nomada adusta Smith, 1875
- Nomada advena Smith, 1860
- Nomada aethiopica Eardley & Schwarz, 1991
- Nomada affabilis Cresson, 1878
- Nomada africana Friese, 1911
- Nomada agrestis Fabricius, 1787
- Nomada albidemaculata Lozinski, 1922
- Nomada alboguttata Herrich-Schäffer, 1839
- Nomada alboscutellata Schwarz, 1990
- Nomada aldrichi Cockerell, 1910
- Nomada algira Mocsáry, 1883
- Nomada alpha Cockerell, 1905
- Nomada alpigena Schwarz, Gusenleitner & Mazzucco, 1999
- Nomada amabilis Radoszkowski, 1876
- Nomada amamiensis Hirashima, 1960
- Nomada amoena Cresson, 1863
- Nomada amorphae Swenk, 1913
- Nomada amurensis Radoszkowski, 1876
- Nomada angelarum Cockerell, 1903
- Nomada angulata Swenk, 1913
- Nomada annulata Smith, 1854
- Nomada anpingensis Strand, 1913
- Nomada antennata Meade-Waldo, 1913
- Nomada aprilina Swenk, 1913
- Nomada aquilarum Cockerell, 1903
- Nomada arasiana Tsuneki, 1973
- Nomada arenicola Swenk, 1913
- Nomada argentata Herrich-Schäffer, 1839
- Nomada argentea (Schwarz, 1966)
- Nomada ariasi Dusmet y Alonso, 1913
- Nomada arizonica Cockerell, 1911
- Nomada armata Herrich-Schäffer, 1839
- Nomada armatella Cockerell, 1903
- Nomada arrogans Schmiedeknecht, 1882
- Nomada articulata Smith, 1854
- Nomada ashabadensis Schwarz, 1987
- Nomada ashmeadi Cockerell, 1903
- Nomada asozuana Tsuneki, 1975
- Nomada asteris Swenk, 1913
- Nomada astori Cockerell, 1903
- Nomada aswensis Tsuneki, 1973
- Nomada atrocincta Friese, 1920
- Nomada agynia Cockerell, 1905
- Nomada atrofrontata Cockerell, 1903
- Nomada atrohirta Friese, 1923
- Nomada atroscutellaris Strand, 1921
- Nomada attenuata Cockerell, 1929
- Nomada attrita Cockerell, 1919
- Nomada augustiana Mitchell, 1962
- Nomada aurantifascia Eardley & Schwarz, 1991
- Nomada australensis Perkins, 1912
- Nomada australis Mitchell, 1962
- Nomada austriaca Schmiedeknecht, 1882
- Nomada autumnalis Mitchell, 1962
- Nomada avalonica Cockerell, 1938
- Nomada azaleae Mitchell, 1962
- Nomada aztecorum Cockerell, 1903
- Nomada babai Tsuneki, 1986
- Nomada babiyi Schwarz & Standfuss, 2007
- Nomada baccata Smith, 1844
- Nomada bakeri Cockerell, 1915
- Nomada baldiniana Benzi, 1892
- Nomada banahaonis Cockerell, 1915
- Nomada banksi Cockerell, 1907
- Nomada barbilabris Pérez, 1895
- Nomada barcelonensis Cockerell, 1917
- Nomada basalis Herrich-Schäffer, 1839
- Nomada beaumonti Schwarz, 1967
- Nomada belfragei Cresson, 1878
- Nomada bella Cresson, 1863
- Nomada besseyi Swenk, 1913
- Nomada bethunei Cockerell, 1903
- Nomada beulahensis Cockerell, 1903
- Nomada bicellula Schwarz, 1990
- Nomada bicellularis Ducke, 1908
- Nomada bicrista Swenk, 1913
- Nomada bifasciata Olivier, 1811
- Nomada bifurcata Cockerell, 1903
- Nomada biguttata Friese, 1909
- Nomada biroi Friese, 1909
- Nomada bisetosa Swenk, 1913
- Nomada bisignata Say, 1824
- Nomada bispinosa Mocsáry, 1883
- Nomada blepharipes Schmiedeknecht, 1882
- Nomada bluethgeni Stoeckhert, 1943
- Nomada bohartorum Moalif, 1988
- Nomada bolivari Dusmet y Alonso, 1913
- Nomada bonaerensis Holmberg, 1886
- Nomada bouceki Kocourek, 1985
- Nomada braunsiana Schmiedeknecht, 1882
- Nomada brevis Saunders, 1908
- Nomada breviuscula Schwarz, 1990
- Nomada brewsterae Broemeling, 1989
- Nomada californiae Cockerell, 1903
- Nomada calimorpha Schmiedeknecht, 1882
- Nomada calloptera Cockerell, 1918
- Nomada calloxantha Cockerell, 1921
- Nomada capillata Mitchell, 1962
- Nomada carinicauda Cockerell, 1921
- Nomada carnifex Mocsáry, 1883
- Nomada carthaginensis Dusmet y Alonso, 1932
- Nomada caspia Morawitz, 1895
- Nomada castellana Dusmet y Alonso, 1913
- Nomada ceanothi Cockerell, 1907
- Nomada centenarii Dusmet y Alonso, 1932
- Nomada ceylonica Cameron, 1897
- Nomada cherkesiana Mavromoustakis, 1955
- Nomada chrysopyga Morawitz, 1871
- Nomada citrina Cresson, 1878
- Nomada civilis Cresson, 1878
- Nomada clarescens Cockerell, 1921
- Nomada clarkii Cockerell, 1903
- Nomada cleopatra Schwarz, 1989
- Nomada collarae Schwarz, 1964
- Nomada collinsiana Cockerell, 1905
- Nomada coloradella Cockerell, 1905
- Nomada coloradensis Cockerell, 1903
- Nomada comparata Cockerell, 1911
- Nomada composita Mitchell, 1962
- Nomada concessa Cockerell, 1919
- Nomada concinnula Cockerell, 1921
- Nomada concolor Schmiedeknecht, 1882
- Nomada confinis Schmiedeknecht, 1882
- Nomada confusa Schwarz & Gusenleitner, 2004
- Nomada conjungens Herrich-Schäffer, 1839
- Nomada connectens Pérez, 1884
- Nomada consobrina Dufour, 1841
- Nomada conspicua Smith, 1864
- Nomada coquilletti Cockerell, 1903
- Nomada corcyraea Schmiedeknecht, 1882
- Nomada cordilabris Schwarz, 1990
- Nomada cordillera Eardley & Schwarz, 1991
- Nomada cordleyi Cockerell, 1903
- Nomada coronata Pérez, 1896
- Nomada corvallisensis Cockerell, 1903
- Nomada costalis Brèthes, 1909
- Nomada costaricensis Schrottky, 1920
- Nomada coxalis Morawitz, 1877
- Nomada crawfordi Cockerell, 1905
- Nomada cressonii Robertson, 1893
- Nomada cristata Pérez, 1896
- Nomada crotchii Cresson, 1878
- Nomada crucis Cockerell, 1903
- Nomada crudelis Cresson, 1878
- Nomada cruenta Schmiedeknecht, 1882
- Nomada cubensis Cresson, 1865
- Nomada cuneata (Robertson, 1903)
- Nomada curvispinosa Schwarz, 1981
- Nomada custeriana Cockerell, 1911
- Nomada cymbalariae Cockerell, 1906
- Nomada cypriaca Schwarz, 1999
- Nomada cypricola Mavromoustakis, 1955
- Nomada dahli Friese, 1912
- Nomada davidsoni Cockerell, 1903
- Nomada debilis Timberlake, 1954
- Nomada decempunctata Cockerell, 1903
- Nomada decepta Mitchell, 1962
- Nomada dentariae (Robertson, 1903)
- Nomada denticulata Robertson, 1902
- Nomada depressa Cresson, 1863
- Nomada detrita Mitchell, 1962
- Nomada diacantha Schwarz, 1981
- Nomada dilucida Cresson, 1878
- Nomada dira Schmiedeknecht, 1882
- Nomada discedens Pérez, 1884
- Nomada discicollis Morawitz, 1875
- Nomada discrepans Schmiedeknecht, 1882
- Nomada dissessa Cockerell, 1920
- Nomada distinguenda Morawitz, 1874
- Nomada dives Erichson, 1849
- Nomada dolosa Mocsáry, 1883
- Nomada dreisbachi Mitchell, 1962
- Nomada dreisbachorum Moalif, 1988
- Nomada dubia Eversmann, 1852
- Nomada duplex Smith, 1854
- Nomada durangoae Broemeling, 1989
- Nomada dybovskij Radoszkowski, 1876
- Nomada ecarinata Morawitz, 1888
- Nomada ednae Cockerell, 1907
- Nomada edwardsii Cresson, 1878
- Nomada electa Cresson, 1863
- Nomada electella Cockerell, 1903
- Nomada elegantula Cockerell, 1903
- Nomada elrodi Cockerell, 1903
- Nomada emarginata Morawitz, 1877
- Nomada eos Schmiedeknecht, 1882
- Nomada erigeronis Robertson, 1897
- Nomada errans Lepeletier, 1841
- Nomada erythra Mitai, Hirashima & Tadauchi, 2007
- Nomada erythraea Dalla Torre, 1896
- Nomada erythrocephala Morawitz, 1870
- Nomada erythrochroa Cockerell, 1903
- Nomada erythrospila Cockerell, 1916
- Nomada esana Tsuneki, 1973
- Nomada exheredans Cockerell, 1919
- Nomada eximia Eardley & Schwarz, 1991
- Nomada fabriciana (Linné, 1767)
- Nomada facilis Schwarz, 1967
- Nomada fallax Pérez, 1913
- Nomada fedtschenkoi Morawitz, 1875
- Nomada felici Schwarz, 1977
- Nomada femoralis Morawitz, 1869
- Nomada fenestrata Lepeletier, 1841
- Nomada ferghanica Morawitz, 1875
- Nomada ferruginata (Linné, 1767)
- Nomada fervens Smith, 1873
- Nomada fervida Smith, 1854
- Nomada festiva Cresson, 1863
- Nomada flammigera Cockerell, 1906
- Nomada flava Panzer, 1798
- Nomada flavescens Friese, 1917
- Nomada flaviceps Cresson, 1865
- Nomada flavigenis Schwarz & Standfuss, 2007
- Nomada flavilabris Morawitz, 1875
- Nomada flavinervis Brullé, 1832
- Nomada flavoguttata (Kirby, 1802)
- Nomada flavopicta (Kirby, 1802)
- Nomada flavozonata Nurse, 1902
- Nomada florilega Lovell & Cockerell, 1905
- Nomada fontis Cockerell, 1910
- Nomada formula Viereck, 1902
- Nomada fragariae Mitchell, 1962
- Nomada fragilis Cresson, 1878
- Nomada frankei Cockerell, 1929
- Nomada frieseana Cockerell, 1904
- Nomada fucata Panzer, 1798
- Nomada fukuiana Tsuneki, 1973
- Nomada fulvicornis Fabricius, 1793
- Nomada furva Panzer, 1798
- Nomada furvoides Stoeckhert, 1944
- Nomada fusca Schwarz, 1986
- Nomada fuscicincta Swenk, 1915
- Nomada fuscicornis Nylander, 1848
- Nomada fuscipennis Lepeletier, 1841
- Nomada galloisi Yasumatsu & Hirashima, 1953
- Nomada garciana Cockerell, 1907
- Nomada gibbosa Viereck, 1905
- Nomada gigas Friese, 1905
- Nomada gillettei Cockerell, 1905
- Nomada ginran Tsuneki, 1973
- Nomada glaberrima Schmiedeknecht, 1882
- Nomada glabriventris Schwarz, 1990
- Nomada glaucopis Pérez, 1890
- Nomada goodeniana (Kirby, 1802)
- Nomada gracilicornis Morawitz, 1895
- Nomada gracilis Cresson, 1863
- Nomada graenicheri Cockerell, 1905
- Nomada grandior Friese, 1921
- Nomada grandis Cresson, 1875
- Nomada gransassoi Schwarz, 1986
- Nomada grayi Cockerell, 1903
- Nomada gribodoi Schmiedeknecht, 1882
- Nomada gruenwaldti Schwarz, 1979
- Nomada guichardi Schwarz, 1981
- Nomada guichardiana Eardley & Schwarz, 1991
- Nomada gusenleitneri Schwarz, 1981
- Nomada gutierreziae Cockerell, 1896
- Nomada guttulata Schenck, 1861
- Nomada gyangensis Cockerell, 1911
- Nomada hackoda Tsuneki, 1973
- Nomada hakonensis Cockerell, 1911
- Nomada hakusana Tsuneki, 1973
- Nomada hammarstroemi Morawitz, 1888
- Nomada hararensis Meade-Waldo, 1913
- Nomada harimensis Cockerell, 1914
- Nomada heiligbrodtii Cresson, 1878
- Nomada hemphilli Cockerell, 1903
- Nomada henningeri Evans, 1972
- Nomada hera Schwarz, 1965
- Nomada hesperia Cockerell, 1903
- Nomada heterosticta Cockerell, 1921
- Nomada hirticeps Pérez, 1895
- Nomada hirtipes Pérez, 1884
- Nomada hirtiventris Schwarz, 1990
- Nomada hispanica Dusmet y Alonso, 1913
- Nomada hondurasica Cockerell, 1949
- Nomada hoodiana Cockerell, 1903
- Nomada hummeli Alfken, 1936
- Nomada hungarica Dalla Torre & Friese, 1894
- Nomada hurdi Evans, 1972
- Nomada hydrophylli Swenk, 1915
- Nomada ibanezi Dusmet y Alonso, 1915
- Nomada icazti Tsuneki, 1976
- Nomada idahoensis Swenk, 1913
- Nomada illinoensis Robertson, 1900
- Nomada illustris Schmiedeknecht, 1882
- Nomada imbricata Smith, 1854
- Nomada immaculata Morawitz, 1874
- Nomada imperialis Schmiedeknecht, 1882
- Nomada incisa Schmiedeknecht, 1882
- Nomada indusata Mitchell, 1962
- Nomada inepta Mitchell, 1962
- Nomada inermis Pérez, 1895
- Nomada infrequens Smith, 1879
- Nomada insignipes Schmiedeknecht, 1882
- Nomada insularis Smith, 1864
- Nomada integerrima Dalla Torre, 1896
- Nomada integra Brullé, 1832
- Nomada interruptella Fowler, 1902
- Nomada issikii Yasumatsu, 1939
- Nomada italica Dalla Torre & Friese, 1894
- Nomada itamera Cockerell, 1910
- Nomada jamaicensis Cockerell, 1912
- Nomada jammuensis Schwarz, 1990
- Nomada japonica Smith, 1873
- Nomada jaramense Dusmet y Alonso, 1913
- Nomada javaensis Schwarz & Gusenleitner, 2004
- Nomada javanica Friese, 1909
- Nomada jennei Cockerell, 1906
- Nomada jocularis Cresson, 1879
- Nomada kaguya Hirashima, 1953
- Nomada keroanensis Pérez, 1895
- Nomada kervilleana Pérez, 1913
- Nomada kincaidiana Cockerell, 1903
- Nomada kingstonensis Mitchell, 1962
- Nomada kinosukei Tsuneki, 1973
- Nomada klamathensis Fox, 1926
- Nomada kocoureki Schwarz, 1987
- Nomada kohli Schmiedeknecht, 1882
- Nomada koikensis Tsuneki, 1973
- Nomada komarowi Radoszkowski, 1893
- Nomada koreana Cockerell, 1926
- Nomada kornosica Mavromoustakis, 1958
- Nomada krombeini Schwarz, 1966
- Nomada krugii Cresson, 1878
- Nomada kusdasi Schwarz, 1981
- Nomada ladakhiensis Schwarz, 1990
- Nomada lagrecai Noble, 1990
- Nomada lamarensis Cockerell, 1905
- Nomada lamellata Schwarz, 1977
- Nomada laramiensis Swenk, 1913
- Nomada lateritia Mocsáry, 1883
- Nomada lathburiana (Kirby, 1802)
- Nomada laticrus Mocsáry, 1883
- Nomada latifrons Cockerell, 1903
- Nomada lehighensis Cockerell, 1903
- Nomada lepida Cresson, 1863
- Nomada leucophthalma (Kirby, 1802)
- Nomada leucotricha Strand, 1914
- Nomada leucozona Rodeck, 1931
- Nomada lewisi Cockerell, 1903
- Nomada libata Cresson, 1878
- Nomada limassolica Mavromoustakis, 1955
- Nomada limata Cresson, 1878
- Nomada linsenmaieri Schwarz, 1974
- Nomada linsleyi Evans, 1972
- Nomada lippiae Cockerell, 1903
- Nomada litigiosa Gribodo, 1893
- Nomada longicornis Friese, 1920
- Nomada louisianae Cockerell, 1903
- Nomada lucidula Schwarz, 1967
- Nomada lucilla Nurse, 1902
- Nomada lusca Smith, 1854
- Nomada lutea Eversmann, 1852
- Nomada luteola Olivier, 1811
- Nomada luteoloides Robertson, 1895
- Nomada luteopicta Cockerell, 1905
- Nomada maculata Cresson, 1863
- Nomada maculicornis Pérez, 1884
- Nomada maculifrons Smith, 1869
- Nomada maculipennis (Cameron, 1902)
- Nomada maculiventer Swenk, 1915
- Nomada makilingensis Cockerell, 1915
- Nomada malayana Cameron, 1909
- Nomada malonella Cockerell, 1910
- Nomada malonina Cockerell, 1910
- Nomada margelanica Schwarz, 1987
- Nomada marginella Cockerell, 1903
- Nomada marshamella (Kirby, 1802)
- Nomada martinella Cockerell, 1903
- Nomada mauritanica Lepeletier, 1841
- Nomada mavromoustakisi Schwarz & Standfuss, 2007
- Nomada mckenziei Timberlake & Cockerell, 1937
- Nomada media Mitchell, 1962
- Nomada mediana Swenk, 1913
- Nomada melanoptera Cockerell, 1921
- Nomada melanopyga Schmiedeknecht, 1882
- Nomada melanosoma Cockerell, 1916
- Nomada melanura Mocsáry, 1883
- Nomada melathoracica Imhoff, 1834
- Nomada melliventris Cresson, 1878
- Nomada mendica Mitchell, 1962
- Nomada merceti Alfken, 1909
- Nomada mexicana Cresson, 1878
- Nomada micheneri Schwarz & Gusenleitner, 2004
- Nomada micronycha Pérez, 1902
- Nomada mimus (Cockerell, 1916)
- Nomada mindanaonis Cockerell, 1915
- Nomada miniata Smith, 1854
- Nomada minima Mitchell, 1962
- Nomada minor Gmelin, 1790
- Nomada mitchelli Cockerell, 1911
- Nomada mocsaryi Schmiedeknecht, 1882
- Nomada moeschleri Alfken, 1913
- Nomada monozana Friese, 1920
- Nomada montezumia Smith, 1879
- Nomada montverna Tsuneki, 1973
- Nomada moravitzii Radoszkowski, 1876
- Nomada moricei Friese, 1899
- Nomada morrisoni Cresson, 1878
- Nomada multicolor Ducke, 1911
- Nomada munakatai Tsuneki, 1973
- Nomada munda Cresson, 1878
- Nomada mutabilis Morawitz, 1870
- Nomada mutans Cockerell, 1910
- Nomada mutica Morawitz, 1872
- Nomada nausicaa Schmiedeknecht, 1882
- Nomada navasi Dusmet y Alonso, 1913
- Nomada neomexicana Cockerell, 1903
- Nomada nepalensis Schwarz, 1990
- Nomada nesiotica Mavromoustakis, 1958
- Nomada nigrescens Friese, 1921
- Nomada nigrociliata Swenk, 1913
- Nomada nigrocincta Smith, 1879
- Nomada nigrofasciata Swenk, 1913
- Nomada nigroflavida Gribodo, 1894
- Nomada nigrovaria Pérez, 1896
- Nomada nipponica Yasumatsu & Hirashima, 1951
- Nomada nitida Schwarz, 1977
- Nomada nitidiceps Cockerell, 1931
- Nomada nobilis Herrich-Schäffer, 1839
- Nomada noskiewiczi Schwarz, 1966
- Nomada numida Lepeletier, 1841
- Nomada nuptura Dusmet y Alonso, 1913
- Nomada obliquella Fowler, 1902
- Nomada obliterata Cresson, 1863
- Nomada obscura Zetterstedt, 1838
- Nomada obscurella Fowler, 1902
- Nomada obscuriventris Schwarz, 1990
- Nomada obtusata Swenk, 1915
- Nomada obtusifrons Nylander, 1848
- Nomada ochlerata Mitchell, 1962
- Nomada ochrohirta Swenk, 1913
- Nomada oculata Friese, 1921
- Nomada odontocera Cockerell, 1916
- Nomada odontophora Kohl, 1905
- Nomada okamotonis Matsumura, 1912
- Nomada okubira Tsuneki, 1973
- Nomada opaca Alfken, 1913
- Nomada opacella Timberlake, 1954
- Nomada opposita Cresson, 1878
- Nomada oralis Schwarz, 1981
- Nomada orba Mitchell, 1962
- Nomada orbitalis Pérez, 1913
- Nomada orcusella Cockerell, 1910
- Nomada oregonica Cockerell, 1903
- Nomada ornithica Cockerell, 1906
- Nomada orophila Cockerell, 1921
- Nomada ortegai Dusmet y Alonso, 1915
- Nomada osborni Cockerell, 1911
- Nomada ovaliceps Schwarz, 1981
- Nomada ovata (Robertson, 1903)
- Nomada pacifica Tsuneki, 1973
- Nomada packardiella Cockerell, 1906
- Nomada palavanica Cockerell, 1919
- Nomada pallidella Cockerell, 1905
- Nomada pallidelutea Swenk, 1915
- Nomada pallidenotata Schmiedeknecht, 1882
- Nomada pallidipicta Swenk, 1913
- Nomada pallispinosa Schwarz, 1967
- Nomada palmeni Morawitz, 1888
- Nomada pampicola Holmberg, 1886
- Nomada panamensis Michener, 1954
- Nomada panurgina Morawitz, 1869
- Nomada panurginoides Saunders, 1908
- Nomada panzeri Lepeletier, 1841
- Nomada papuana Cockerell, 1933
- Nomada parallela Swenk, 1913
- Nomada parata Cresson, 1878
- Nomada parkeri Evans, 1972
- Nomada parva Robertson, 1900
- Nomada pascoensis Cockerell, 1903
- Nomada pastoralis Schmiedeknecht, 1882
- Nomada pecosensis Cockerell, 1903
- Nomada pectoralis Morawitz, 1877
- Nomada pekingensis Tsuneki, 1986
- Nomada penangensis Cockerell, 1920
- Nomada perbella (Viereck, 1905)
- Nomada perezi Dusmet y Alonso, 1913
- Nomada perivincta Cockerell, 1905
- Nomada perplexa Cresson, 1863
- Nomada perplexans Cockerell, 1910
- Nomada pervasor Cockerell, 1919
- Nomada pesenkoi Schwarz, 1987
- Nomada physura Cockerell, 1903
- Nomada piccioliana Magretti, 1883
- Nomada picticauda Cockerell, 1929
- Nomada pictiscutum Alfken, 1927
- Nomada pilipes (Cresson, 1865)
- Nomada piliventris Morawitz, 1877
- Nomada placida Cresson, 1863
- Nomada placitensis Cockerell, 1903
- Nomada platythorax Schwarz, 1981
- Nomada pleurosticta Herrich-Schäffer, 1839
- Nomada plumosa Gribodo, 1894
- Nomada podagrica Gribodo, 1894
- Nomada polemediana Mavromoustakis, 1957
- Nomada polyacantha Pérez, 1895
- Nomada polybioides Ducke, 1908
- Nomada polyodonta Cockerell, 1920
- Nomada portalensis Broemeling, 1989
- Nomada posthuma Blüthgen, 1949
- Nomada priesneri Schwarz, 1965
- Nomada priscilla Nurse, 1902
- Nomada propinqua Schmiedeknecht, 1882
- Nomada proxima Cresson, 1863
- Nomada pruinosa Pérez, 1895
- Nomada pseudops Cockerell, 1905
- Nomada psilocera Kohl, 1908
- Nomada pulawskii Tsuneki, 1973
- Nomada pulchra Arnold, 1888
- Nomada pulsatillae Cockerell, 1906
- Nomada pusilla Lepeletier, 1841
- Nomada putnami Cresson, 1876
- Nomada pygidialis Schwarz, 1981
- Nomada pygmaea Cresson, 1863
- Nomada pyrifera Cockerell, 1918
- Nomada pyrrha Cockerell, 1916
- Nomada quadrifasciata Schwarz, 1981
- Nomada quinquefasciata Schwarz, 1981
- Nomada radoszkowskii Lozinski, 1922
- Nomada rhenana Morawitz, 1872
- Nomada rhinula Strand, 1914
- Nomada rhodalis Cockerell, 1903
- Nomada rhodomelas Cockerell, 1903
- Nomada rhodosoma Cockerell, 1903
- Nomada rhodotricha Cockerell, 1903
- Nomada rhodoxantha Cockerell, 1905
- Nomada ridingsii Cresson, 1878
- Nomada rivalis Cresson, 1878
- Nomada roberjeotiana Panzer, 1799
- Nomada robertsonella Cockerell, 1903
- Nomada rodecki Mitchell, 1962
- Nomada rohweri Cockerell, 1906
- Nomada rostrata Herrich-Schäffer, 1839
- Nomada rubi Swenk, 1915
- Nomada rubicunda Olivier, 1811
- Nomada rubiginosa Pérez, 1884
- Nomada rubinii (Rayment, 1930)
- Nomada rubra Smith, 1849
- Nomada rubrella Cockerell, 1905
- Nomada rubrica Provancher, 1896
- Nomada rubricollis Schwarz, 1967
- Nomada rubricosa Eversmann, 1852
- Nomada rubricoxa Schwarz, 1977
- Nomada rubriventris Schwarz, 1981
- Nomada ruficollis Morawitz, 1875
- Nomada ruficornis (Linnaeus, 1758)
- Nomada rufipes Fabricius, 1793
- Nomada rufoabdominalis Schwarz, 1963
- Nomada rugicollis Friese, 1917
- Nomada ruidosensis Cockerell, 1903
- Nomada sabaensis Tsuneki, 1973
- Nomada sabulosa Radoszkowski, 1876
- Nomada salicicola Swenk, 1913
- Nomada salicis Robertson, 1900
- Nomada saltillo Broemeling, 1988
- Nomada sanctaecrucis Cockerell, 1903
- Nomada sandacana Cockerell, 1920
- Nomada sanguinea Smith, 1854
- Nomada sarta Morawitz, 1875
- Nomada sayi Robertson, 1893
- Nomada scheuchli Schwarz & Standfuss, 2007
- Nomada schulthessi Schwarz, 1999
- Nomada schwarzi Cockerell, 1903
- Nomada scita Cresson, 1878
- Nomada scitiformis Cockerell, 1903
- Nomada secessa Cockerell, 1911
- Nomada sedi Cockerell, 1919
- Nomada semirugosa Cockerell, 1929
- Nomada semiscita Cockerell, 1904
- Nomada semisuavis Cockerell, 1910
- Nomada sempiterna Morawitz, 1894
- Nomada seneciophila Mitchell, 1962
- Nomada serricornis Pérez, 1884
- Nomada sexfasciata Panzer, 1799
- Nomada sheppardana (Kirby, 1802)
- Nomada shirakii Yasumatsu & Hirashima, 1951
- Nomada shoyozana Tsuneki, 1986
- Nomada siccorum Cockerell, 1919
- Nomada siciliensis Dalla Torre & Friese, 1894
- Nomada sicula Schwarz, 1974
- Nomada signata Jurine, 1807
- Nomada silvicola Tsuneki, 1973
- Nomada similis Morawitz, 1872
- Nomada simplicicoxa Swenk, 1915
- Nomada siouxensis Swenk, 1913
- Nomada skinneri Cockerell, 1908
- Nomada snowii Cresson, 1878
- Nomada sobrina Mitchell, 1962
- Nomada solitaria Smith, 1854
- Nomada sophiarum Cockerell, 1903
- Nomada sphaerogaster Cockerell, 1903
- Nomada spinicoxa Schwarz, 1987
- Nomada standfussi Schwarz, 2007
- Nomada sternalis Pérez, 1902
- Nomada stigma Fabricius, 1804
- Nomada stoeckherti Pittioni, 1951
- Nomada striata Fabricius, 1793
- Nomada suavis Cresson, 1878
- Nomada subaccepta Cockerell, 1907
- Nomada subangusta Cockerell, 1903
- Nomada subgracilis Cockerell, 1903
- Nomada subnigrocincta Swenk, 1915
- Nomada subpacata Swenk, 1913
- Nomada subpetiolata Smith, 1879
- Nomada subrubi Swenk, 1915
- Nomada subrutila Lovell & Cockerell, 1905
- Nomada subscopifera Ducke, 1908
- Nomada subsimilis Cockerell, 1903
- Nomada subvicinalis Cockerell, 1903
- Nomada subvirescens Morawitz, 1875
- Nomada succincta Panzer, 1798
- Nomada suda Cresson, 1879
- Nomada suffossa Cockerell, 1922
- Nomada sulphurata Smith, 1854
- Nomada superba Cresson, 1863
- Nomada sutepensis Cockerell, 1929
- Nomada swenki Schwarz, 1966
- Nomada sybarita Schmiedeknecht, 1882
- Nomada symphyti Stoeckhert, 1930
- Nomada taicho Tsuneki, 1973
- Nomada taraxacella Cockerell, 1903
- Nomada temmasana Tsuneki, 1986
- Nomada tenella Mocsáry, 1883
- Nomada tenuicornis Cockerell, 1949
- Nomada tepoztlan Moalif, 1988
- Nomada tesaceobalteata Cameron, 1910
- Nomada texana Cresson, 1872
- Nomada thersites Schmiedeknecht, 1882
- Nomada tibialis Cresson, 1865
- Nomada tiendang Tsuneki, 1986
- Nomada timberlakei Broemeling, 1989
- Nomada tintinnabulum Cockerell, 1903
- Nomada towada Tsuneki, 1973
- Nomada townesi Mitchell, 1962
- Nomada transitoria Schmiedeknecht, 1882
- Nomada trapeziformis Schmiedeknecht, 1882
- Nomada trapidoi Michener, 1954
- Nomada tricurta Swenk, 1915
- Nomada tridentirostris Dours, 1873
- Nomada trispinosa Schmiedeknecht, 1882
- Nomada truttarum Cockerell, 1909
- Nomada tsunekiana Schwarz, 1999
- Nomada turneri Meade-Waldo, 1913
- Nomada tyrrellensis Mitchell, 1962
- Nomada uhleri Cockerell, 1905
- Nomada ulsterensis Mitchell, 1962
- Nomada ultima Cockerell, 1903
- Nomada ultimella Cockerell, 1903
- Nomada undulaticornis Cockerell, 1906
- Nomada unispinosa Schwarz, 1981
- Nomada utahensis Moalif, 1988
- Nomada utensis Swenk, 1913
- Nomada valida Smith, 1854
- Nomada vallesina Cockerell, 1906
- Nomada vegana Cockerell, 1903
- Nomada velutina Swenk, 1913
- Nomada verecunda Cresson, 1879
- Nomada verna Schmiedeknecht, 1882
- Nomada vernonensis Cockerell, 1916
- Nomada vexator Cockerell, 1909
- Nomada vicina Cresson, 1863
- Nomada vicinalis Cresson, 1878
- Nomada victrix Cockerell, 1911
- Nomada vierecki Cockerell, 1903
- Nomada villosa Thomson, 1870
- Nomada vincta Say, 1837
- Nomada vitticollis Cresson, 1878
- Nomada vulpis Cockerell, 1921
- Nomada waltoni Cockerell, 1910
- Nomada washingtoni Cockerell, 1903
- Nomada wheeleri Cockerell, 1903
- Nomada whiteheadi Eardley & Schwarz, 1991
- Nomada wickwari Meade-Waldo, 1913
- Nomada wisconsinensis Graenicher, 1911
- Nomada wootonella Cockerell, 1909
- Nomada wyomingensis Swenk, 1913
- Nomada xantha Mitai, Hirashima & Tadauchi, 2007
- Nomada xantholepis Cockerell, 1911
- Nomada xanthophila Cockerell, 1900
- Nomada xanthopoda Schwarz, 1990
- Nomada xanthopus Friese, 1921
- Nomada xanthura Cockerell, 1908
- Nomada yagensis Tsuneki, 1973
- Nomada yakushimensis Mitai, Ikudome & Tadauchi, 2007
- Nomada yanoi Tsuneki, 1973
- Nomada yarrowi Schwarz, 1981
- Nomada yasha Tsuneki, 1986
- Nomada zamoranica Cockerell, 1949
- Nomada zebrata Cresson, 1878
- Nomada ziziae Swenk, 1915
- Nomada zonalis Schwarz, 1990
- Nomada zonata Panzer, 1798